# آنا غريسمان
آنا غريسمان هي مغنية وكاتبة أغاني وعازفة بيانو أمريكية شابة صاغت لنفسها أغانيها واكتسبت اهتماما من الداخل والخارج. أسلوبها في الغناء يدمج بين عناصر من الموسيقى التقليدية، السول والروك. اعتبارا من 2014، كتبت وأدت أكثر من 60 أغنية منشورة خاصة بها; و أصدرت ألبومها الخاص في 25 سبتمبر 2012. في عام 2009، بعمر تسع سنوات، ظهرت غريسمان مرات عديدة في التلفزيون الأمريكي الوطني، كظهورها في برنامجذا إلين ديجينيريس شو (7 أكتوبر 2009) و أدت أغنيتها «جنة». لاحقا في 2011، بعمر إحدى عشر عاما، كسبت شعبية واسعة بأداءاتها في الموسع السادس من مسابقة أمريكا غوت تالنت. في عام 2013، قامت بأداءات في 43 عرضا فيمسرح بالازو في فندق ومنتجع ذا فينيسيان لثمان أسابيع. أداءاتها هناك قد جلبت لها إشادة من النقاد. تملك غريسمان حضورا أساسيا في الأنترنت. بشكل إجمالي، مشاهداتها في اليوتيوب قد تجاوزت 150 مليون مشاهدة. فيديو أدائها في أمريكا غوت تالنت وحده تجاوز 35 مليون مشاهدة اعتبارا من 23 ديسمبر 2013. في عام 2014، صرحت غريسمان أنها انتقلت إلى ناشفيل، تينيسي لمتابعة كتابتها للأغاني والعمل مع موسيقيين هناك.

## النشأة
ولدت آنا غريسمان في جونو (ألاسكا)، من أم ملازمة لبيتها، سبق وعزفت موسيقى كلاسيكية لها قبل أن تولد. بعمر ثلاثة أشهر، بدأ والدا آنا بعرض بطاقات تعليمية لها لتقرأ وتكسب كلمات المجتمع. أثار هذا بها حب كتابة الأغاني. من مرور الزمن عندما أصبح عمرها ثمانية عشر شهرا، حفظت كلمات عدة ألحان كلاسيكية وعصرية. بعمر سنتين، لم تكن غريسمان خائفة من الغناء أما حشود من الناس. عندما أصبح عمرها أربع سنوات، صار بإمكانها عزف البيانو بسلاسة. بعمر ست سنوات، كتبت أول أغنية لها، «و بالتالي بكيت». صرحت غريسمان أنها أسرتها كان فقيرة عندما ترعرعت في ألاسكا. الحافلة الصغيرة التي تقودها أمها ليس فيها راديو شغال أو قارئ أقراص سي دي فيها، وبالتالي فأمها تغني لها عندما تقود. وقت القيادة يعني وقت الغناء.

## مغنية-كاتبة أغان
من عمر ست سنوات إلى أربعة عشر سنة، ذكرت غريسمان أنها كتبت وأدت أكثر من ستين أغنية خاصة بها وأخرجت ألبوما عام 2012. كتبت كلا من الكلمات والأنغام لأغانيها، و عادة تغني وتؤدي بتجهيزاتها. تقريبا كل أغانيها في قنواتها في اليوتيوب و ساوندكلاود. قناتها على ساوندكلاود تبدو الأكثر اكتمالا، مع إصدارات نادرة وحديثة متاحة.
في أبريل 2013، أعلنت المسابقة العالمية لكتابة الأغاني أن غريسمان واحدة من المتأهلين للنهائي. تضمنت لجنة التحكيم كتاب أغان بارزين مثل توم وايتس، جيف بيك،بيرني توبين، ومارك فوستر[21][23]

## روابط خارجية
- آنا غريسمان على موقع IMDb (الإنجليزية)
- آنا غريسمان على موقع ميوزك برينز (الإنجليزية)